# Eupithecia germanicata
Eupithecia germanicata är en fjärilsart som beskrevs av Schütze 1952. Eupithecia germanicata ingår i släktet Eupithecia och familjen mätare. Inga underarter finns listade i Catalogue of Life.